# Svenska Klassikerförbundet
Svenska Klassikerförbundet är en politiskt obunden intresseorganisation som vill främja studiet av de klassiska språken latin och grekiska samt antikens kultur och samhällsliv. Förbundets medlemmar är främst lärare, forskare och studenter från gymnasier och universitet men även andra som är intresserade av dessa områden.

## Om förbundet

### Syfte
Svenska Klassikerförbundet ska främja studiet av latin, grekiska och antikens kultur och samhällsliv. Förbundets insatser ska avse skolan, den högre utbildningen och forskningen. Dessutom ska förbundet stimulera till folkbildningsinsatser inom dessa ämnesområden.

### Historia
Den 15 augusti 1935 bildades Svenska Klassikerförbundet i Stockholm och den första styrelsen innehöll flera av initiativtagarna till bildandet som professor Gunnar Rudberg och lektor Ingemar Düring.
Bland de uppgifter som förbundet har arbetat med sedan grundandet har en av de tydligaste varit de klassiska språkens ställning inom det svenska undervisningsväsendet. Förbundet har genom remissvar, uppvaktningar, brev och debattartiklar deltagit i diskussioner om alla de reformer som gymnasiet har genomgått sedan 1930-talet. Bland annat engagerade sig dåvarande ordföranden docent Harry Erkell och sekreteraren Olof Marcusson på 1960-talet för att de klassiska språken skulle finnas kvar inom det svenska gymnasiet. 
Ett annat viktigt område för förbundet har varit fortbildning av Sveriges lärare i latin och grekiska. Detta skedde länge genom s.k. klassikerdagar, vilka ofta varade en vecka under lärarnas sommarlov. Föreläsarna var ofta hämtade från något av de fyra lärosäten där man undervisade i latin, grekiska och antikens kultur och samhällsliv. Även i samband med förbundets årsmöten har det anordnats föreläsningar.
Att förse skolan med bra läromedel i latin och grekiska har också varit ett prioriterat område. Under många år gav förbundet ut böcker i serien Skrifter utgivna av Svenska Klassikerförbundet. År 1962 beslöt man dessutom att starta en pedagogisk nämnd för tillverkning av undervisningsmaterial för både de klassiska språken och senare för det nya ämnet allmän språkkunskap. Pedagogiska nämnden ägde bestånd i mer än 35 år och en del av dess produktion används fortfarande i undervisningen. Förbundet har också ansett det viktigt att förse elever, föräldrar och allmänhet med informationsmaterial om möjligheterna att få studera latin och grekiska.

### Ordförande
- 1935–1945 Professor Gunnar Rudberg
- 1945–1948 Professor Ingemar Düring
- 1948–1956 Lektor Gunnar Carlsson
- 1956–1964 Professor Krister Hanell
- 1964–1977 Docent Harry Erkell
- 1977–1979 Fil dr Olof Marcusson
- 1979–1982 Professor Birger Bergh
- 1982–1992 Fil dr Lars-Olof Sjöberg
- 1992–2012 Professor Gunhild Vidén
- 2012–2020 Adjunkt Björn Börjeson
- 2020–Nuvarande Fil dr Axel Hörstedt

### Verksamhetsområden
I sitt arbete med att värna de klassiska språkens ställning inom gymnasiet och försöka påverka utformningen av det humanistiska programmet har Svenska Klassikerförbundet på senare år ofta samarbetat med Språklärarnas Riksförbund. Förbundet ger också ut informationsmaterial om inriktningen Språk inom det humanistiska programmet och om de klassiska språken.
Fortbildning av lärare i klassiska språk bedrivs i dag oftast i samband med förbundets årsmöten eller i form av s.k. regionombudsdagar. Vidare förmedlar förbundet fortbildningskurser för lärare i klassiska språk vid de svenska instituten i Rom och Aten. 
Förbundet förmedlar årligen två elevstipendier för en veckas vistelse i Aten i Svenska Institutets regi. Dessa stipendier bekostas av medel från Svenska Atheninstitutets vänner och från Staffan Edmars fond. Dessutom anordnar förbundet tävlingen Dicta et scripta för gymnasieelever i latin. Vad gäller studerande vid universiteten delar förbundet varje år ut ett pris till bästa kandidatuppsats inom ämnena latin, grekiska och antikens kultur och samhällsliv.
Stiftelsen Harald och Tonny Hagendahls minnesfond står under överinseende av förbundets styrelse, vilken dessutom utser fondens styrelse och revisorer. Denna fond ska genom bidrag främja vetenskaplig forskning eller undervisning inom den klassiska antikens vetenskapsområde med tyngdpunkt på latinskt språk, romersk litteratur och historia.
Förbundet är ägare till Eranos, Sveriges enda vetenskapliga tidskrift för de klassiska språken. Redaktionen för Eranos är underställd förbundets styrelse.
Svenska Klassikerförbundet är medlem i två internationella organisationer, dels i Euroclassica, som organiserar liknande föreningar i Europa, dels i FIEC (Fédération internationale des associations d'études classiques), som är en världsomspännande paraplyorganisation för nationella och internationella vetenskapliga sammanslutningar inom området klassiska studier.

### Organisation
Ända sedan bildandet år 1935 har förbundet haft en relativt stor styrelse för att det alltid ska finnas representanter för olika landsändar och för olika lärarkategorier. Den har ett presidium bestående av ordföranden, vice ordföranden, sekreteraren och skattmästaren. I styrelsen ska det också finnas en s.k. ungdomsrepresentant. Utanför styrelsen finns det regionombud med ansvar för kontakterna med lärarna inom respektive region och för att organisera lokala studiedagar.

### Tidning
Två gånger om året utkommer förbundets medlemstidning, Classica, med underrubriken Meddelanden från Svenska Klassikerförbundet. Tidningen innehåller diverse meddelanden från förbundet, artiklar och aktuell information om de klassiska språken.